# Jack Taylor (serie televisiva)
Jack Taylor è una serie televisiva irlandese di genere poliziesco, basata sui romanzi di Ken Bruen. Protagonista della serie, ambientata a Galway, è l'ex ufficiale di polizia Jack Taylor, interpretato da Iain Glen, che, dopo aver lasciato il servizio nella Garda Síochána, è diventato un investigatore privato.

## Trama
Jack Taylor è un ufficiale della Garda Síochána, la polizia irlandese, di stanza a Galway, solito condurre le indagini nella maniera tradizionale, facendo affidamento sul proprio intuito e le proprie conoscenze senza affidarsi alle moderne tecnologie. È un uomo affascinante ma anche controverso, con una dipendenza dall'alcol e che talvolta si lascia andare alle maniere brusche senza preoccuparsi di pestare i piedi alle persone che contano. 
Espulso dalla polizia per aver aggredito un politico a cui stava contestando un illecito, dopo qualche mese fa ritorno a Galway dove si reinventa detective privato, non essendo in grado di rinunciare del tutto al proprio ruolo di investigatore. Nelle sue indagini sarà aiutato da   Kate Noonan, poliziotta e sua vecchia amica, e dal giovane aspirante investigatore privato Cody Farraher.

## Episodi
| Stagione | Episodi | Prima TV Irlanda  | Titolo originale     | Prima TV Italia  | Titolo italiano        |
| -------- | ------- | ----------------- | -------------------- | ---------------- | ---------------------- |
| 1        | 3       | 2 agosto 2010     | The Guards           | 21 novembre 2019 | Era un poliziotto      |
| 1        | 3       | 1 settembre 2011  | The Pikemen          | 28 novembre 2019 | Giustizia sia fatta    |
| 1        | 3       | 15 settembre 2011 | The Magdalen Martyrs | 5 dicembre 2019  | La Magdalena           |
| 2        | 3       | 3 marzo 2013      | The Dramatist        | 12 dicembre 2019 | Il drammaturgo         |
| 2        | 3       | 10 marzo 2013     | The Priest           | 19 dicembre 2019 | Il sacerdote           |
| 2        | 3       | 1 dicembre 2013   | Shot Down            | 26 dicembre 2019 | La resa dei conti      |
| 3        | 3       | 17 novembre 2016  | Cross                | 2 gennaio 2020   | La croce               |
| 3        | 3       | 24 novembre 2016  | Headstone            | 9 gennaio 2020   | La legge del più forte |
| 3        | 3       | 1 dicembre 2016   | Purgatory            | 16 gennaio 2020  | Doppio gioco           |

## Personaggi e interpreti
- Jack Taylor (stagione 1-3), interpretato da Iain Glen.

Protagonista della serie, è un ex ufficiale della Garda Síochána, la polizia irlandese, che dopo essere stato rimosso dal servizio diventa un investigatore privato.
- Cody Farraher (stagioni 1-3), interpretato da Killian Scott

Introdotto nel secondo episodio, sogna di diventare un investigatore privato e offre a Jack il suo aiuto nell'indagine. Al termine dell'episodio diventa ufficialmente l'assistente di Jack.
- Kate Noonan (stagioni 1-3), interpretato da Nora-Jane Noone (stagioni 1 e 2) e da Siobhán O'Kelly (stagione 3). È una agente della Garda Síochána. Amica di Jack, collabora con lui nelle sue indagini.